# جيوفري كورك
جيوفري كورك (30 أكتوبر 1978 في المملكة المتحدة - ) (بالإنجليزية: Geoffrey Crook)‏ هو لاعب كريكت بريطاني. لعب مع نادي مقاطعة ستافوردشاير للكريكت ‏.

## وصلات خارجية
- جيوفري كورك على موقع إي آس بي آن كريك إنفو (الإنجليزية)